# Václav Matoušek
Václav Matoušek, též Fialový poustevník; (29. září 1883 Cerhovice – 29. června 1948 Karlova Ves) byl český malíř, vyučený řezbář a poustevník z podhradí Týřova, žák Alfonse Muchy. Proslavil jej spisovatel Ota Pavel ve své povídce a stejnojmenné knize.

## Životopis
Narodil se v Cerhovicích, kde se později vyučil řezbářem. V obci žil pouze se svou matkou. Jako mladý se zamiloval do jisté dívky, ta ho však odmítla. Václav časem zahořkl a odešel do Zbiroha, kde se seznámil s Alfonsem Muchou a později mu byl nápomocen při tvorbě Slovanské epopeje.
Pomoc spočívala v napínání obřích pláten pomocí napínacího zařízení, které podle plánů Muchy zhotovil zdejší zámečník a v napouštění plátna podkladní základovou vrstvou. Barvy si míchal mistr sám, což je někdy připisováno Matouškovi. Dělal ale i jiné pomocné práce a vozil kočárek s malým Jiřím Muchou, mohl být také jedním z mnoha modelů.
Epopej byla roku 1928 dokončena a Matoušek se po čase usadil v Drozdově, kde pokračoval v řezbářské činnosti. Dlouho tam však nevydržel a nakonec si našel roku 1932 místo pod hradem Týřov u Berounky, kde začal žít poustevnickým životem a zůstal zde až do své smrti.
Jeho první obydlí vypadalo jako stan, později si postavil srub. „V tom kraji pod Týřovem se usadil člověk, který se zklamal v lidech a tak necítil sounáležitost s lidskou společností, ale s přírodou. Těžko přežíval první zimu (…). Protože nechtěl lovit ryby a zvěř, živil se kořínky, které vyhrabal ze sněhu, jedl houby a různé bobule. Vodu pil z Oupořského potoka. Ve dne v noci udržoval oheň, aby nezmrzl.“ Matoušek se postupně stával součástí přírody, od lidí nikdy nic nechtěl a nijak se nepokoušel být s nimi ve styku.
Poté přišel v jeho životě zvrat. Prý dostal od své bývalé lásky balík s malířskými potřebami a náčiním. Začal se věnovat malování, maloval především scenerie z přírody, které znal ze svého obydlí – skály nad řekou, lesy okolo Berounky, pole, louky… Jeho malby se vyznačovaly fialovým nádechem a zanedlouho se mu začalo přezdívat „fialový poustevník“. Tímto způsobem žil 16 let. Nikdo neví, kolik obrazů ve skutečnosti namaloval. Obrazy neprodával, ale vyměňoval za vejce, chléb, mouku, ovoce apod. Jednou dostal dva kocoury, ti s ním poté žili ve srubu. Dnes jeho obrazy zdobí zdi nejednoho stavení v Týřovicích, Slabcích, Skryjích a okolí. Jednou v zimě se pod ním na Berounce prolomil led. Byl převezen do nemocnice v Rakovníku se zápalem plic. Z nemocnice ovšem utekl zpět do svého srubu, kde 29. června 1948 na následky svého onemocnění skonal. Svědectví sousedů hovoří o tom, že v nemocnici byl dvakrát a podruhé tam odešel sám, jinak byl skromný a nechtěl si vzít ani jídlo, na zimu míval jen malé zásoby.

## Dílo
Obrazy v domech z Týřovic a Skryjí. V roce 2015 byl obraz pod názvem Týřov nabízen za 52 000 Kč.

## Památka
- chatová osada pod Týřovem nese jméno Matouškov[3]
- povídka Fialový poustevník od Oty Pavla

## Galerie

Krajina o žních, olej na plátně
Krajina v zimě, olej na plátně
Jez Čilá, olej na plátně
Řeka Berounka a hrad Týřov, olej na plátně

### Film
- dokument ČT: Počesku Křivoklátskem Oty Pavla; 2001, 8 minut